# John Bede Polding
John Bede Polding (Liverpool, 18 de noviembre de 1794 - Sídney, 16 de marzo de 1877) fue un obispo católico inglés, de la Orden de San Benito, primer obispo y arzobispo católico de Sídney (Australia) y fundador de las congregaciones de las Hermanas de la Caridad de Australia y las Hermanas del Buen Samaritano.

## Biografía
John Bede Polding nació en Liverpool, Inglaterra, el 18 de noviembre de 1794. Su padre era de ascendencia holandesa y su madre pertenecía a la familia recusada de los Brewer. Quedó huérfano a los ocho años, por lo cual fue puesto bajo la custodia de Bede Brewer, presidente general de la Confederación Benedictina de Inglaterra, razón por la cual, luego de haber realizado sus primeros estudios, decidió seguir los pasos de su tío e ingresar a la Orden de San Benito. Allí fue ordenado sacerdote el 4 de marzo de 1819, de manos de William Poynter, vicario apostólico de Londres.
Polding fue nombrado vicario apostólico de Nueva Holanda y Van Diemen's Land y obispo titular de Hierocaesarea, el 3 de julio de 1832, por el papa Gregorio XVI. Recibió la consagración episcopal el 29 de junio de 1834 de manos de Robert William Willson, obispo de Hobart. Prácticamente, fue Polding quien vio el proceso de desarrollo de esta jurisdicción eclesiástica hasta llevarla al grado de arquidiócesis de Sídney. Fue nombrado primer obispo (5 de abril de 1842) y luego arzobispo (22 de abril de 1842) de Sídney. Como obispo debió afrontar muchos problemas durante su gobierno, entre otros, el resentimiento del clero católico irlandés contra el inglés, a causa de la emancipación católica, y la falta de órdenes religiosas y congregaciones misioneras. A él se debe la organización diocesana, el restablecimiento de la paz, la llamada de diversos institutos y sociedades para trabajar en su jurisdicción y la fundación de las congregaciones de las Hermanas de la Caridad de Australia (1842) y de las Hermanas del Buen Samaritano (1857). Murió el 16 de marzo de 1877 y fue enterrado en el cementerio de Petersham. Su cuerpo fue trasladado finalmente a la catedral de Santa María.